# コンスタンチン・ヴァシリウ＝ラスカヌ
コンスタンチン・ヴァシリウ＝ラスカヌ（Constantin Vasiliu-Rascanu, 1887年 - 1980年）は、ルーマニア王国の軍人。中将。
第一次世界大戦に従軍。両大戦間、ルーマニア軍で各職を歴任する。第二次世界大戦勃発時、憲兵を指揮する。1941年、軍事補充部長。1941年～1942年、歩兵部長。1942年、第1混成山岳旅団、1942年～1943年、第1山岳歩兵師団を指揮する。王党派であり、イオン・アントネスク体制を批判していた。1943年、師団長を罷免され予備役に編入される。1944年、第5管区司令官に任命。
1944年6月14日、共産主義者と宮廷内の反独勢力が連合して結成した武装蜂起準備軍事委員会に加わる。1945年～1946年、国防相。
1948年の王政廃止後、退役。